# Реммий
Ре́ммий (лат. Remmius; II—I века до н. э.) — римский политический деятель, эдил предположительно в 94 году до н. э. Его преномен неизвестен. 
Реммий упоминается в источниках только в связи с одним эпизодом: он занимал должность эдила вместе с Марком Ливием Друзом. Точных датировок нет, но Роберт Броутон относит эдилитет Реммия и Друза к 94 году до н. э. Согласно Псевдо-Аврелию Виктору, Реммий сделал в адрес своего коллеги какое-то замечание «о пользе Республики», и Друз спросил в ответ: «А что у тебя общего с нашей Республикой?» О дальнейшей судьбе Реммия ничего не известно.